# Люблінське воєводство
Люблінське (Люблинське) воєводство — одне з 16 воєводств Польщі. Розташоване на сході країни. Адміністративним центром воєводства є місто Люблін.
Воєводство було утворено 1 січня 1999 року внаслідок адміністративної реформи. Об'єднало колишні Люблінське, Замойське та Холмське воєводства, а також частини колишніх Білопідляського, Тарнобжезького та Седлецького воєводств.

## Історія
У 1815 році після рішення Віденського конгресу Люблін відійшов до Російської імперії. У 1877 році була запущена залізниця сполученням Варшава — Ковель. Правління Російської імперії закінчилося в 1915 році, коли місто було окуповане німецькою та австро-угорською арміями. Наприкінці жовтня 1918 року після проголошення створення Української держави на території колишніх австрійських володінь в Галичині, Володимерії, Буковині український синьо-жовтий штандарт був піднятий над українізованою військовою частиною в місті. Польська влада при допомозі підрозділів польських легіоністів змогла захопити її. 14 серпня 1919 року було утворене Люблінське воєводство з адміністративним центром у Любліні.
За офіційним переписом населення Польщі 10 вересня 1921 року населення воєводства становило 2 087 951 особа (1 003 592 чоловіків та 1 084 359 жінок), налічувався 283 331 будинок (274 431 житловий та 8900 інших). Розподіл за релігією: 1 619 755 римо-католиків (77,58 %), 287 639 юдеїв (13,78 %), 152 598 православних (7,31 %), 17 065 євангельських християн (0,82 %), 6560 маріявітів (0,31 %), 3256 греко-католиків (0,16 %), 950 християн інших конфесій (0,05 %), 14 осіб мусульманів, 100 нерелігійних та 14 не вказало релігію. Офіційний розподіл за національністю: 1 782 221 поляк (85,36 %), 227 902 євреї (10,92 %), 63 079 українців (3,02 %), 10 933 німців (0,52 %), 3794 осіб інших національностей (0,18 %).
Під час німецької окупації в 1939 році було утворено Люблінський дистрикт. На початку листопада 1939 року гітлерівці почали підготовку до широкомасштабної репресійної акції, спрямованої проти соціальної та інтелектуальної еліти Любліна. Було заарештовано бл. 250 осіб. Бл. 70 поляків було розстріляно, а ще кілька десятків — вивезено до концентраційних таборів. Решту згодом було відпущено. У січні 1940 року створено Юденрат, який очолив Марк Альтен (пол. Mark Alten). У березні 1941 року було створене Люблінське гетто на території єврейського кварталу. В ньому перебували 34 тисячі євреїв. Крім того, у місті діяли ще 6 менших таборів, а в передмісті — величезний концтабір Майданек.
Внаслідок заборони на масові богослужіння в синагозі Магаршала знаходився притулок для убогих і переселенців, а також їдальня для бідняків. В Єшиві розмістилася штаб-квартира військової жандармерії. Більшість книг із багатої колекції Єшиви були у 1940 році публічно спалені нацистами. Найдорожчі видання вони перенесли до міської бібліотеки ім. Лопачинського і музею. Подальша доля тих книг маловідома.
На межі березня та квітня 1942 року близько 30 тисяч осіб було вивезено до Белжецького табору смерті, а 4 тисячі — до Майдану Татарського. У вересні 1942 року німці розстріляли на місці близько 2000 людей, а в жовтні ще 1800 осіб. Останніх люблінських євреїв було вивезено до Майданку в листопаді 1942 року. Того ж року гітлерівці підірвали синагогу Магаршала, від якої залишилися одні руїни та біма.
24 липня 1944 року до Любліна увійшли радянські війська, створивши в місті тимчасову столицю польського комуністичного уряду. Згодом столицю було перенесено до Лодзя, а в 1950 до Варшави. З 21 серпня 1944 року Люблінське воєводство було відновлене і існує по-сьогодні з певними територіальними змінами.
З жовтня 1944 по липень 1946 року, відповідно до Люблінської угоди від 9 вересня 1944 року про польсько-український обмін населенням, з Люблінського воєводства до Української РСР було депортовано 190 734 українців. Втім, як пізніше з'ясувалося деяким українцям вдалося уникнути переселення, тому в 1947 році польська комуністична влада почала готувати вже нову депортацію, відому як операція «Вісла». За польськими даними, у рамках операції «Вісла» з 20 червня по 5 липня 1947 року з Люблінського воєводства виселено 9094 родин.
Останні територіальні зміни відбулися у 1998 році, після об'єднання колишніх Люблінського, Замойського та Холмського воєводств, а також частин колишніх Білопідляського, Тарнобжезького та Седлецького воєводств.

## Географія

### Розміщення
Люблінське воєводство розміщене у східній Польщі. Межує:
- на заході з Мазовецьким та Свентокшиським воєводствами,
- на півдні з Підкарпатським воєводством,
- на сході з Україною (Львівська та Волинська області) та Білоруссю (Берестейська область),
- на півночі з Мазовецьким та Підляським воєводствами.

| на півночі (північна географічна широта) | 52°17′ |
| на півдні (північна географічна широта   | 50°15′ |
| на заході (східна географічна довгота)   | 21°37′ |
| на сході (східна географічна довгота)    | 24°09′ |
| Протяжність (км)                         |        |

| з півдня на північ | 225 |
| із заходу на схід  | 175 |

| ЗЕМЕЛЬНА ПЛОЩА ЗА НАПРЯМКАМИ ВИКОРИСТАННЯ У 2006 Р. | Люблінське Воєводство |       |
| --------------------------------------------------- | --------------------- | ----- |
|                                                     | га                    | %     |
| ВСЬОГО                                              | 2512249               | 100,0 |
| Сільськогосподарські угіддя                         | 1714157               | 68,2  |
| орні землі                                          | 1344407               | 53,5  |
| сади                                                | 32474                 | 1,3   |
| луки                                                | 256616                | 10,2  |
| пасовища                                            | 80660                 | 3,2   |
| Ліси                                                | 565190                | 22,5  |
| Води                                                | 26831                 | 1,1   |
| Інші                                                | 206071                | 8,2   |
| у тому числі:                                       |                       |       |
| забудовані та зурбанізовані землі                   | 144654                | 5,8   |
| пустища                                             | 40951                 | 1,6   |

## Демографія
Населення станом на 2002 рік:
- Поляки — 2 171 415
- Українці — 694

## Адміністративний поділ
- міста з правами повіту (міські повіти):
  - Люблін
  - Біла
  - Холм
  - Замостя
- сільські повіти:
  - Більський повіт => Біла Підляська
  - Білгорайський повіт => Білгорай
  - Холмський повіт => Холм
  - Грубешівський повіт => Грубешів
  - Янівський повіт => Янів-Любельський
  - Красноставський повіт => Красностав
  - Красницький повіт => Красник
  - Любартівський повіт => Любартів
  - Люблінський повіт => Люблін
  - Ленчинський повіт => Ленчна
  - Луківський повіт => Луків
  - Опольський повіт => Ополе-Любельське
  - Парчівський повіт => Парчів
  - Пулавський повіт => Пулави
  - Радинський повіт => Радинь-Підляський
  - Рицький повіт => Рики
  - Свідницький повіт => Свідник
  - Томашівський повіт => Томашів
  - Володавський повіт => Володава
  - Замостський повіт => Замостя

## Комунікації

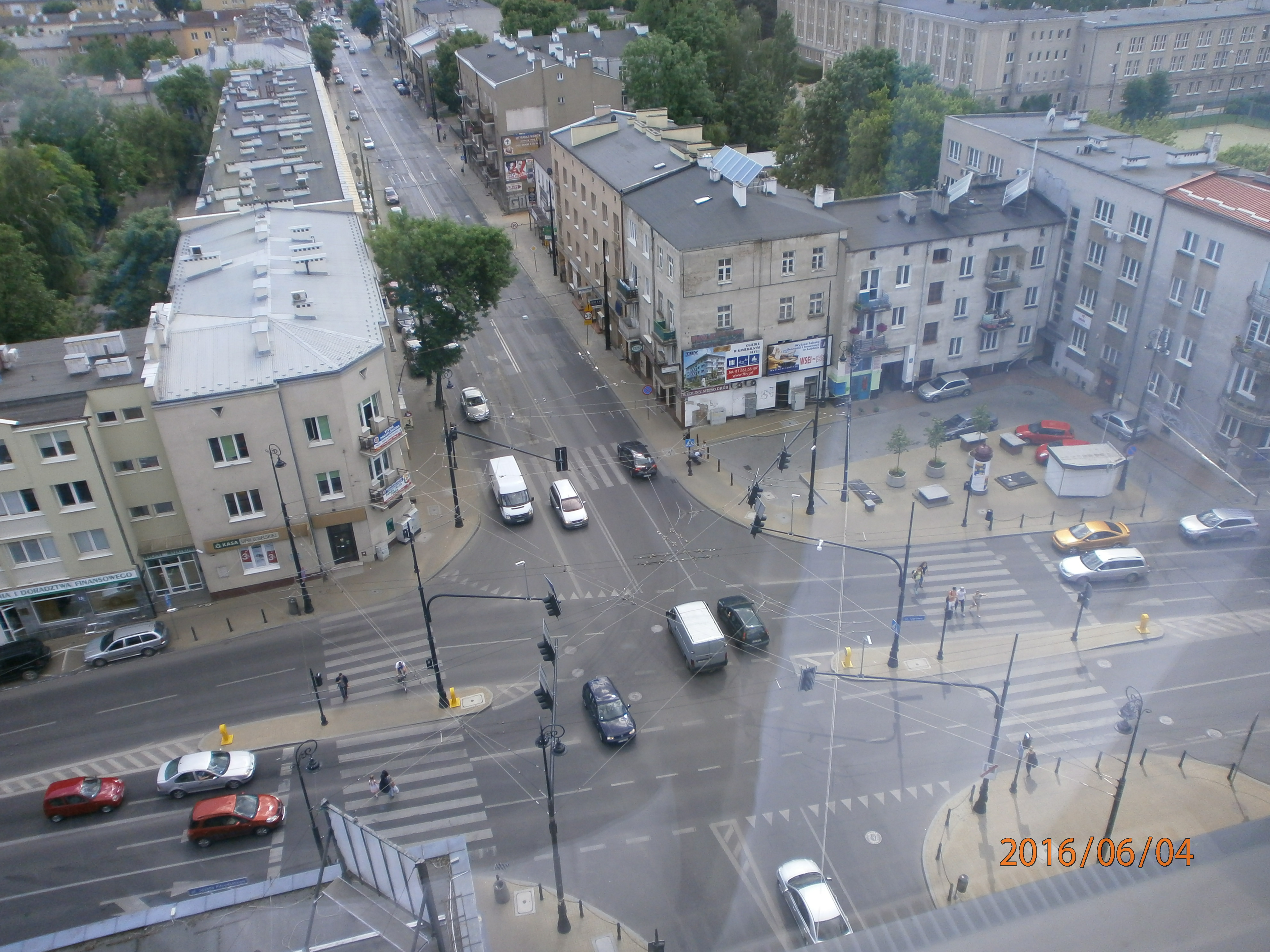
Фрагмент вуличного руху в Любліні

### Міста з населенням від 30 000
| Місто     | Населення | Площа      |
| --------- | --------- | ---------- |
| Люблін    | 354 967   | 147,50 км² |
| Холм      | 72 560    | 35,26 км²  |
| Замостя   | 66 802    | 30,48 км²  |
| Біла      | 58 082    | 49,41 км²  |
| Межиріччя | 17 300    | 19,75 км²  |